# Platysenta concisa
Platysenta concisa är en fjärilsart som beskrevs av Walker 1856. Platysenta concisa ingår i släktet Platysenta och familjen nattflyn. Inga underarter finns listade i Catalogue of Life.